# Valses
Valses (Pluraletantum) ist ein Fluss in Frankreich, der im Département Lot in der Region Okzitanien verläuft. Er entspringt im Regionalen Naturpark Causses du Quercy, an der Gemeindegrenze von Vaylats und Lalbenque und entwässert generell in südwestlicher Richtung durch die Landschaft Causse de Limogne. Nach etwa sechs Kilometern versickert er im karstigen Untergrund und erreicht nach insgesamt rund 22 Kilometern, im Gemeindegebiet von Cahors, als Fontaine des Chartreux wieder die Oberfläche und mündet dort unmittelbar als linker Zufluss in den Lot.

## Orte am Fluss
(Reihenfolge in Fließrichtung)
- Marcenac, Gemeinde Lalbenque
- Vaylats
- Escamps
- Sabrié, Gemeinde Cremps (Versickerungsstelle 44° 22′ 43″ N, 1° 36′ 25″ O)
- Cahors